# Harubihalli, Belur
Harubihalli là một làng thuộc tehsil Belur, huyện Hassan, bang Karnataka, Ấn Độ.